# Спортска дворана Монца
ПалаИпер (итал. PalaIper) је вишенаменска дворана у Монци, Италија. Дворана је отворена крајем 2003. године, а има капацитет за око 4.500 људи. Своје утакмице у овој дворани као домаћин игра Палаволо Габеца.
У септембру 2011. године у дворани су игране утакмице групе Б европског првенства у одбојци за жене 2011. у којој су се такмичиле репрезентације Турске, Азербејџана, Хрватске и Италије.